# Christine Goll

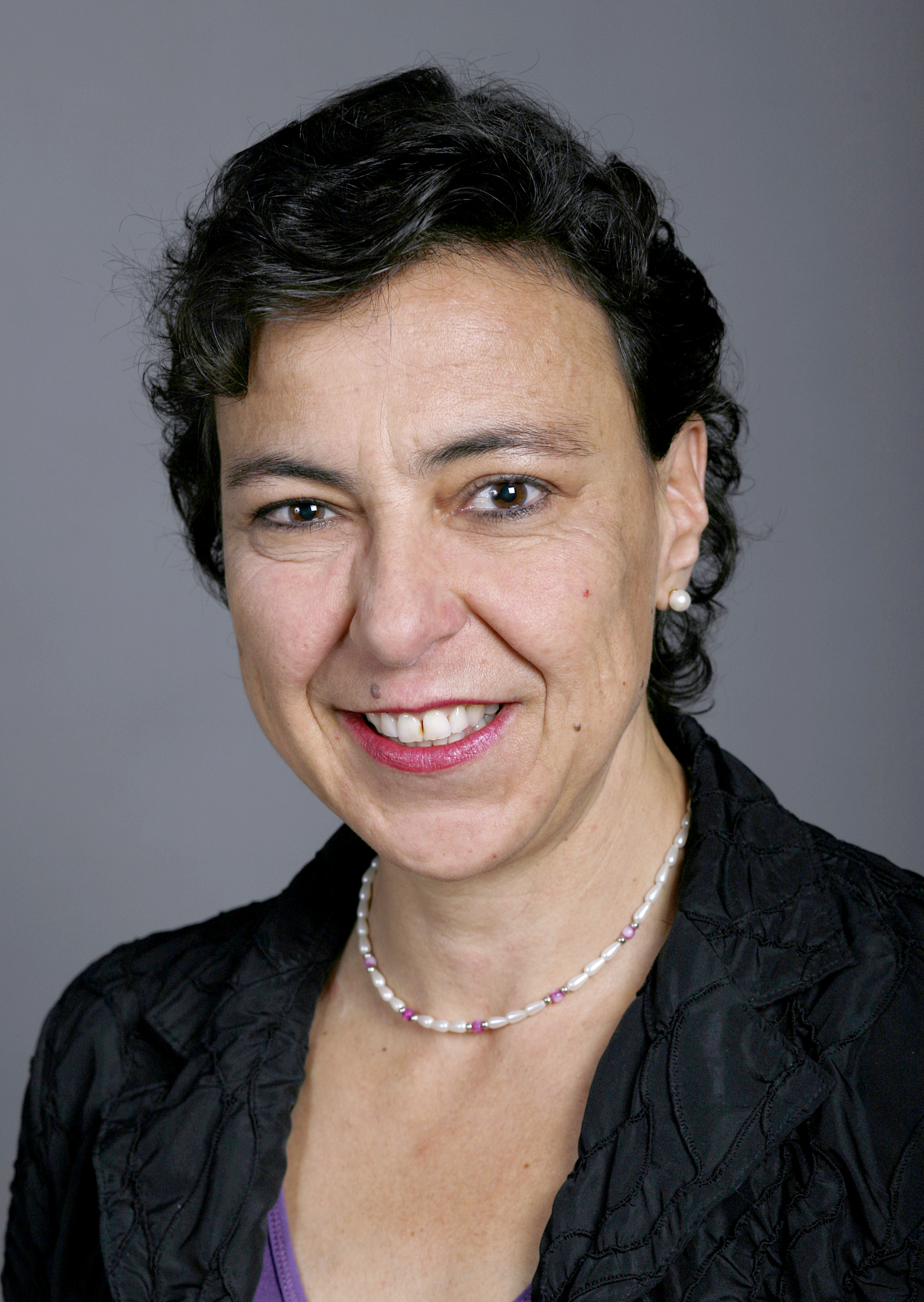
Christine Goll

Christine Goll (* 10. Dezember 1956 in Zürich; heimatberechtigt in Schlatt und Laufen) ist eine Schweizer Politikerin (SP).

## Leben
Goll hat nach ihrer Matur als Journalistin gearbeitet und ist in der Erwachsenenbildung tätig. Ihr erstes politisches Mandat nahm sie von 1987 bis 1991 im Kantonsrat des Kantons Zürich wahr. Von 1991 bis 2011 sass sie als Vertreterin im Nationalrat, erst für die FraP! («Frauen macht Politik!», eine 1986 aus dem Zürcher Wyberrat hervorgegangene basisdemokratische Organisation der Frauenbewegung), dann seit 1998 für die SP. Sie war von 2003 bis 2010 Präsidentin der Gewerkschaft VPOD und von Oktober 2000 bis Dezember 2003 Vizepräsidentin der SP Schweiz. Von 2013 bis 2018 wirkte sie als Institutsleiterin bei Movendo mit, der Bildungseinrichtung des Schweizerischen Gewerkschaftsbundes SGB.
Die gelernte Reallehrerin ist verheiratet, hat zwei Kinder und wohnt in Zürich.